# Margaux Farrell
Margaux Farrell (Allendale (New Jersey), 22 augustus 1990) is een Frans-Amerikaanse zwemster. Ze vertegenwoordigde Frankrijk op de Olympische Zomerspelen 2012 in Londen.

## Carrière
Bij haar internationale debuut, op de Europese kampioenschappen zwemmen 2010 in Boedapest, veroverde Farrell samen met Coralie Balmy, Ophélie-Cyrielle Étienne en Camille Muffat de zilveren medaille op de 4x200 meter vrije slag.
Tijdens de Olympische Zomerspelen van 2012 in Londen zwom ze samen met Ophélie-Cyrielle Étienne, Mylène Lazare en Camille Muffat in de series van de 4x200 meter vrije slag in de finale sleepten Étienne en Muffat samen met Charlotte Bonnet en Coralie Balmy de bronzen medaille in de wacht. Voor haar inspanningen in de series ontving Farrell de bronzen medaille.

## Internationale toernooien
| Jaar | Olympische Spelen                                | WK langebaan  | WK kortebaan  | EK langebaan      | EK kortebaan  |
| ---- | ------------------------------------------------ | ------------- | ------------- | ----------------- | ------------- |
| 2010 |                                                  |               | geen deelname | 4x200m vrije slag | geen deelname |
| 2011 |                                                  | geen deelname |               |                   | geen deelname |
| 2012 | 4x200m vrije slag · Farrell zwom enkel de series |               | geen deelname | geen deelname     | geen deelname |

## Persoonlijke records
Bijgewerkt tot en met 21 maart 2012

### Langebaan
| Afstand         | Tijd    | Datum            | Plaats    |
| --------------- | ------- | ---------------- | --------- |
| 100m vrije slag | 55,69   | 15 augustus 2011 | Shenzhen  |
| 200m vrije slag | 1.59,31 | 21 maart 2012    | Duinkerke |